# 24128 Hipsman
24128 Hipsman là một tiểu hành tinh vành đai chính với chu kỳ quỹ đạo là 1349.5914112 ngày (3.69 năm).
Nó được phát hiện ngày 4 tháng 11 năm 1999.